# Фонтан Садко
50°54′27″ пн. ш. 34°48′02″ сх. д. / 50.907478° пн. ш. 34.800471° сх. д.
Фонтан Садко було збудовано 1985 року в Сумах. У 2010 році було проведено капітальний ремонт фонтану, замість старих мармурових плит фонтан було обкладено червоним гранітом з чорними вкрапленнями. Вартість ремонту становила понад 1,3 млн гривень.

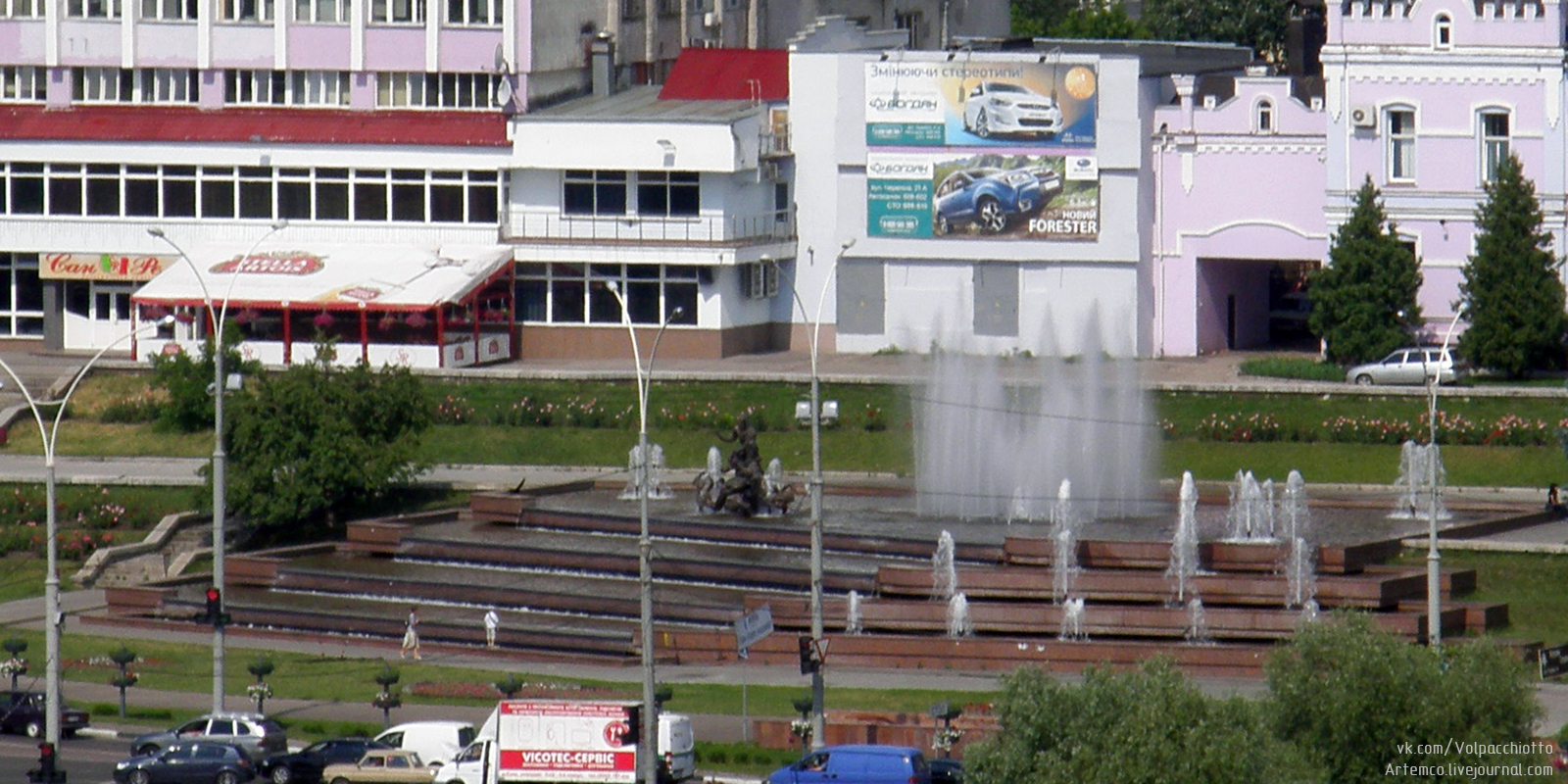
фонтан «Садко»